# МТС (система одиниць вимірювань)
Система одиниць МТС (метр-тонна-секунда) — система одиниць вимірювання, побудована на основі системи величин MLT. Основними одиницями системи є: метр — одиниця довжини, тонна — одиниця маси, секунда — одиниця часу.
Система МТС як і система одиниць SI є когерентною та метричною.
Система була розроблена у Франції і використовувалася як узакононена урядом з 1919 по 1961 рік. В Радянському Союзі використовувалася офіційно з 1933 по 1955 рік, в якому була замінена на МКГСС.
Система МТС була побудована на тих же принципах, що і система одиниць СГС, яка широко використовувалася в науці і в лабораторних дослідженнях, однак розміри більшості одиниць цієї системи були більшими. Одиниця маси системи МТС - тонна - виявилася зручною в ряді галузей промисловості, де мали справу з великими масами. При вираженні густини речовини в системі МТС її числове значення співпадало з числовим значенням густини в системі СГС.
Разом з тим розміри переважної більшості величин цієї системи виявилися незручними на практиці, що й зрештою призвело до відмови від неї. Однак деякі одиниці системи МТС використовуються і нині поряд з одиницями системи SI. Зокрема, в Україні за станом на 2019 рік дозволено використовувати тонну як одиницю маси.

## Одиниці
- Довжина: метр
- Маса: тонна. 1 т = 10³ кг
- Час: секунда
- сила: стен. 1 сн = 1 т · м / с ² = 10³ Н
- Енергія: кілоджоуль. 1 кДж = 1 т · м² / с ² = 10³ Дж
- потужність: кіловат. 1 кВт = 1 т · м² / с³ = 10³ Вт
- Тиск: п'єза. 1 пз = 1 т / м · с ² = 10³ Па
- Кількість теплоти: термія. 1 th = 4,1868×106 Дж.